# Eleição municipal de Nilópolis em 2020
A eleição municipal da cidade de Nilópolis em 2020 ocorreu no dia 15 de novembro, em turno único, com o objetivo de eleger um prefeito, um vice-prefeito e 12 vereadores, que serão responsáveis pela administração da cidade para o mandato a se iniciar em 1° de janeiro de 2021 e com término em 31 de dezembro de 2024. 
Originalmente, as eleições ocorreriam em 4 de outubro (primeiro turno) e 25 de outubro (segundo turno, para os municípios acima de 200 mil eleitores), porém, com o agravamento da pandemia do novo coronavírus (SARS-CoV-2), causador da Covid-19, as datas foram modificadas com a promulgação da Emenda Constitucional nº 107/2020.
O processo eleitoral de 2020 está marcado pela sucessão para o cargo ocupado pelo atual prefeito Farid Abrão David, do Partido Liberal, que apesar de estar apto, não irá concorrer à reeleição e anunciou em maio de 2019 sua aposentadoria da política ao término do mandato. Em 11 de dezembro de 2020, Farid morre vítima da Covid-19, tendo a vice-prefeita, Jane David, sua viúva, assumido o cargo cumprindo o restante do mandato.
Com 48,97% dos votos válidos, o vereador Abraão David Neto, conhecido como Abraãozinho David, candidato do PL, foi eleito prefeito de Nilópolis, contra 32,47% de Dedinho, candidato do Solidariedade, e 7,93% de Rodrigo Neca, do PDT. Abraãozinho é filho do ex-prefeito Miguel Abrahão e sobrinho do então prefeito vigente Farid Abrão David.

## Antecedentes
Na eleição de 2016, o ex-prefeito e deputado estadual Farid Abrão David, candidato pelo PTB, foi eleito com 60,10% dos votos válidos, contra 35,09% do então mandatário Alessandro Calazans, candidato do PMDB, 2,95% de Wilson (REDE) e 1,85% de Professor Wenderson (PSOL).

## Contexto político e pandemia
As eleições municipais de 2020 estão sendo marcadas, antes mesmo de iniciada a campanha oficial, pela pandemia do coronavírus SARS-CoV-2 (causador da COVID-19), o que está fazendo com que os partidos remodelem suas metodologias de pré-campanha. O Tribunal Superior Eleitoral (TSE) autorizou os partidos a realizarem as convenções para escolha de candidatos aos escrutínios por meio de plataformas digitais de transmissão, para evitar aglomerações que possam proliferar o vírus. Alguns partidos recorreram a mídias digitais para lançar suas pré-candidaturas. Além disso, a partir deste pleito, será colocada em prática a Emenda Constitucional 97/2017, que proíbe a celebração de coligações partidárias para as eleições legislativas, o que pode gerar um inchaço de candidatos ao legislativo. Conforme reportagem publicada pelo jornal Brasil de Fato em 11 de fevereiro de 2020, o país poderá ultrapassar a marca de 1 milhão de candidatos a prefeito, vice-prefeito e vereador neste escrutínio, o que não seria necessariamente bom, na opinião do professor Carlos Machado, da UnB (Universidade de Brasília): “Temos o hábito de criticar de forma intensa a coligação partidária, sem parar para refletir sobre os elementos positivos dela. O número de candidatos que um partido pode apresentar numa eleição, varia se ele estiver dentro de uma coligação, porque quando os partidos participam de uma coligação, eles são considerados como um único partido", afirmou Machado na reportagem.

## Candidatos a Prefeitura de Nilópolis
| N° | Candidato(a) a prefeito(a) | Partido       | Candidato(a) a vice-prefeito(a) | Coligação                                                      |
| -- | -------------------------- | ------------- | ------------------------------- | -------------------------------------------------------------- |
| 12 | Rodrigo Neca               | PDT           | Juan Medeiros (PSDB)            | Nilópolis é de Todos PDT, PSDB, PTC, DC, PROS e Patriota       |
| 13 | Zeca Carvalho              | PT            | Luiz Pellegrini (PT)            | Sem coligação                                                  |
| 22 | Abraãozinho David          | PL            | Professora Flávia Duarte (PL)   | Verdadeiro Amor por Nilópolis PL, PSD, PTB, Avante e PP        |
| 25 | Vander Calazans            | DEM           | Evandro Oliveira (Republicanos) | Nilópolis Tem Jeito DEM, Republicanos e MOBILIZA               |
| 50 | Professor Wenderson        | PSOL          | Matheus Galiza (PSOL)           | Sem coligação                                                  |
| 77 | Dedinho                    | Solidariedade | Wander Oliveira WO (PSB)        | Quero A Minha Nilópolis De Volta Solidariedade, PSB, PRTB e PV |

## Resultados

### Prefeitura
| Candidato(a)           | Candidato(a)               | Vice                            | 1º turno 15 de novembro de 2020 | 1º turno 15 de novembro de 2020 |
| Candidato(a)           | Candidato(a)               | Vice                            | Total                           | Porcentagem                     |
| ---------------------- | -------------------------- | ------------------------------- | ------------------------------- | ------------------------------- |
|                        | Abraãozinho David (PL)     | Professora Flávia Duarte (PL)   | 40.011                          | 48,97%                          |
|                        | Dedinho (Solidariedade)    | Wander Oliveira WO (PSB)        | 26.529                          | 32,47%                          |
|                        | Rodrigo Neca (PDT)         | Juan Medeiros (PSDB)            | 6.482                           | 7,93%                           |
|                        | Vander Calazans (DEM)      | Evandro Oliveira (Republicanos) | 4.904                           | 6,00%                           |
|                        | Professor Wenderson (PSOL) | Matheus Galiza (PSOL)           | 3.053                           | 3,74%                           |
|                        | Zeca Carvalho (PT)         | Luiz Pellegrini (PT)            | 726                             | 0,89%                           |
| Total de votos válidos | Total de votos válidos     | Total de votos válidos          | 78.652                          | 80%                             |
| → Votos em branco      | → Votos em branco          | → Votos em branco               | 5.620                           | 5,72%                           |
| → Votos nulos          | → Votos nulos              | → Votos nulos                   | 10.990                          | 11,18%                          |
| Total de votos         | Total de votos             | Total de votos                  | 95.262                          | 75,22%                          |
| Abstenções             | Abstenções                 | Abstenções                      | 32.390                          | 24,78%                          |
| Total de inscritos     | Total de inscritos         | Total de inscritos              | 127.652                         | 100%                            |